# Paradelphomyia megacera
Paradelphomyia megacera är en tvåvingeart som beskrevs av Alexander 1958. Paradelphomyia megacera ingår i släktet Paradelphomyia och familjen småharkrankar. Inga underarter finns listade i Catalogue of Life.